# Бардашине (Салерно)
Бардашине је насеље у Италији у округу Салерно, региону Кампанија.
Према процени из 2011. у насељу је живело 38 становника. Насеље се налази на надморској висини од 44 м.